# کلاته احمدی
کلاته احمدی یا کلاته بزی نام محله‌ای واقع در کاشمر، استان خراسان رضوی است و برپایهٔ سرشماری مرکز آمار ایران در سال ۱۳۹۵ جمعیت آن ۱۲۶ نفر (۳۶ خانوار) بوده است. این درحالی است که آن را به‌عنوان «روستای ساختگی» می‌شناسند و بسیاری از ساخت‌وسازهای این محله غیرمجاز می‌باشند.